# Montescot
Montescot är en kommun i departementet Pyrénées-Orientales i regionen Occitanien i södra Frankrike. Kommunen ligger i kantonen Elne som tillhör arrondissementet Perpignan. År 2022 hade Montescot 1 595 invånare.

## Befolkningsutveckling
Antalet invånare i kommunen Montescot
| Referens: INSEE |